# Domeyko Glacier
Domeyko Glacier är en glaciär i Antarktis. Den ligger i Sydshetlandsöarna. Argentina, Chile och Storbritannien gör anspråk på området. Domeyko Glacier ligger 183 meter över havet.
Terrängen runt Domeyko Glacier är kuperad. Havet är nära Domeyko Glacier åt sydost. Trakten är glest befolkad. Närmaste befolkade plats är Commandante Ferraz Station, 5,3 kilometer öster om Domeyko Glacier. 